# Universitat Mèdica d'Innsbruck
La Universitat Mèdica d'Innsbruck (alemany: Medizinische Universität Innsbruck) és una universitat a Innsbruck, Àustria. Solia ser una de les quatre facultats històriques de la Leopold-Franzens-Universität Innsbruck i es va convertir en universitat independent el 2004.